# Конгалл (святой)
Конгалл (Конгал; др.‑ирл. Congal) — настоятель монастыря в Иабналливин. День памяти — 27 июля.
Даты жизни святого Конгалла (Congall), настоятеля монастыря Иабналливин (Iabnallivin) до наших дней не дошли. Известно только, что незадолго до своей кончины св. Конгалл передал управление монастырём своему возлюбленному ученику, св. Фегнарнаху (Fegnarnach). Святой Конгалл считается покровителем прихода в верхней части озера Лох-Эрн.